# Lənkəran (stad)
Lənkəran (Russisch: Ленкорань; Lenkoran; ook: Lankaran) is een stad in Azerbeidzjan. Het is de hoofdstad van het gelijknamige district Lənkəran, maar is zelf als şəhər een bestuurlijke entiteit die daar los van staat. 
De stad telt 50.800 inwoners (01-01-2012). Het is het culturele centrum van de Talysjen, een Iraanstalige minderheid in het zuiden van Azerbeidzjan en het aangrenzende deel van Iran.
Lənkəran was vanaf 1747 hoofdstad van het kanaat Talysj, totdat het in 1812 tijdens de Russisch-Perzische Oorlog onder Pjotr Kotljarevski door Rusland werd veroverd. Het Verdrag van Gulistan van 1813 bevestigde deze verovering.
De stad en haar omgeving zijn een belangrijke theeproducent.

## Klimaat
Lənkəran heeft een vochtig subtropisch klimaat (Cfa volgens de klimaatclassificatie van Köppen). Het weer in Lənkəran kent vier duidelijk te onderscheiden seizoenen. In de winter kan de temperatuur tijdens frisse winden uit Siberië onder het vriespunt komen en gemiddeld valt er op een of twee dagen per jaar sneeuw. De zomers zijn warm en vochtig. De stad heeft de hoogste neerslag van Azerbeidzjan.
| Maand                       | jan | feb | mrt  | apr  | mei  | jun  | jul  | aug  | sep  | okt  | nov  | dec  | Jaar  |
| --------------------------- | --- | --- | ---- | ---- | ---- | ---- | ---- | ---- | ---- | ---- | ---- | ---- | ----- |
| Gemiddeld maximum (°C)      | 7,2 | 7,2 | 11,0 | 17,5 | 22,5 | 27,2 | 30,4 | 29,5 | 25,9 | 19,9 | 14,1 | 10,1 | 18,5  |
| Gemiddelde temperatuur (°C) | 4,4 | 4,2 | 7,0  | 12,9 | 18,5 | 23,5 | 26,4 | 26,3 | 22,5 | 16,6 | 11,2 | 7,3  | 14,3  |
| Gemiddeld minimum (°C)      | 0,0 | 1,0 | 3,9  | 8,6  | 13,1 | 17,5 | 20,1 | 19,7 | 16,9 | 11,8 | 6,7  | 2,5  | 10,1  |
|                             |     |     |      |      |      |      |      |      |      |      |      |      |       |
| Neerslag (mm)               | 91  | 114 | 90   | 50   | 54   | 22   | 17   | 50   | 143  | 259  | 168  | 88   | 1.146 |
| Bron: Hong Kong Observatory |     |     |      |      |      |      |      |      |      |      |      |      |       |

## Geboren
- Azi Aslanov (1910-1945), generaal